# Bavayia
Genre

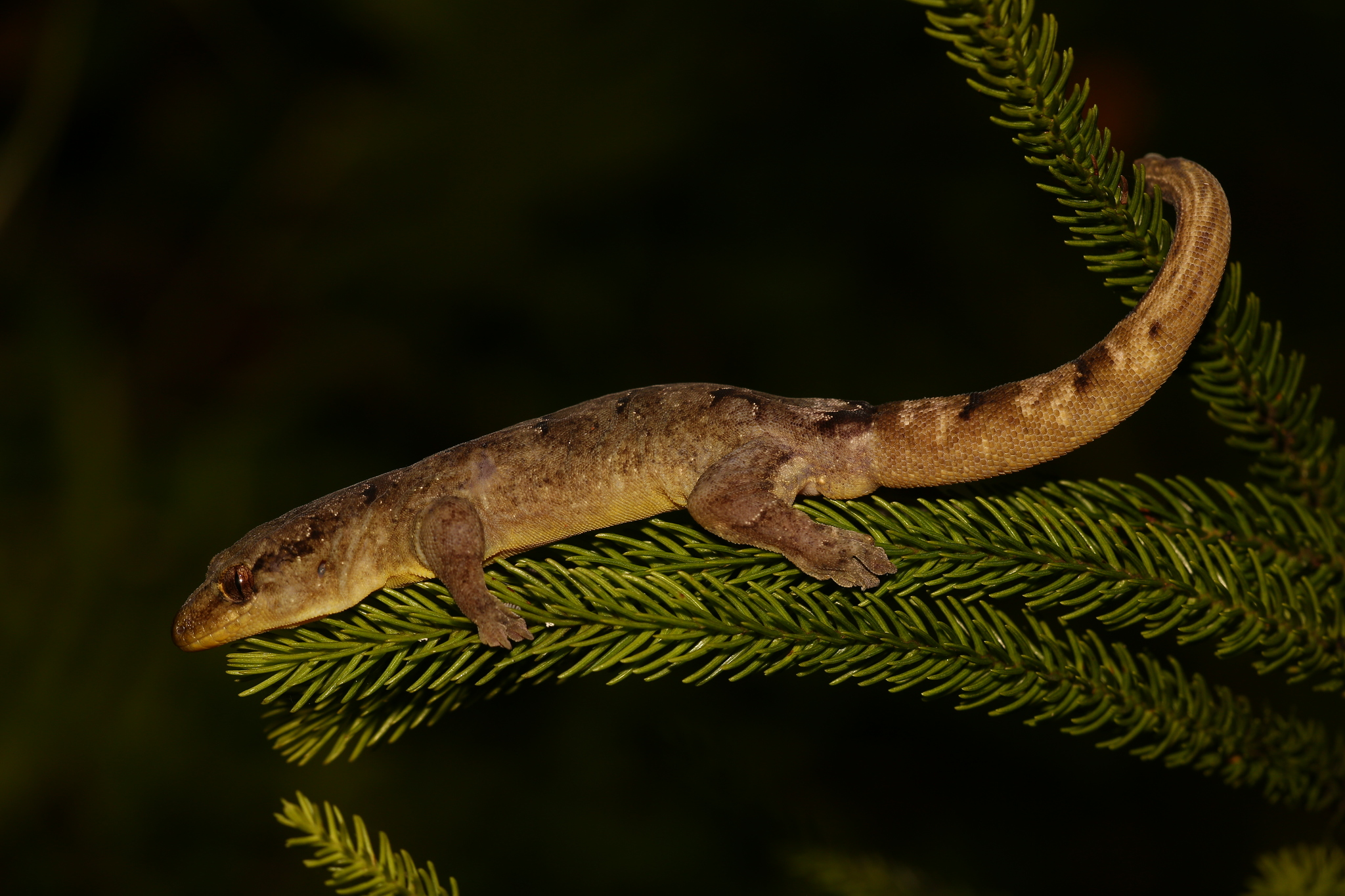
Bavayia robusta.

Bavayia est un genre de geckos de la famille des Diplodactylidae.

## Répartition
Les espèces de ce genre sont endémiques de Nouvelle-Calédonie.

## Description
Il s'agit de geckos nocturnes, arboricoles, ayant un aspect trapu.

## Liste des espèces
Selon The Reptile Database (14 mars 2023) :
- Bavayia ashleyi Bauer et al., 2022[3]
- Bavayia astrongatti Bauer et al., 2022[3]
- Bavayia borealis Bauer et al., 2022[3]
- Bavayia boulinda Bauer et al., 2022[3]
- Bavayia caillou Bauer et al., 2022[3]
- Bavayia campestris Bauer et al., 2022[3]
- Bavayia centralis Bauer et al., 2022[3]
- Bavayia cocoensis Bauer et al., 2022[3]
- Bavayia crassicollis Roux, 1913
- Bavayia cyclura (Günther, 1872)
- Bavayia endemia Bauer et al., 2022[3]
- Bavayia exsuccida Bauer et al., 1998
- Bavayia geitaina Wright et al., 2000
- Bavayia goroensis Bauer et al., 2008
- Bavayia insularis Bauer et al., 2022[3]
- Bavayia jourdani Bauer et al., 2022[3]
- Bavayia kanaky Bauer et al., 2022[3]
- Bavayia koniambo Bauer et al., 2022[3]
- Bavayia kopeto Bauer et al., 2022[3]
- Bavayia kunyie Bauer et al., 2022[3]
- Bavayia lepredourensis Bauer et al., 2022[3]
- Bavayia loyaltiensis Bauer et al., 2022[4]
- Bavayia mandjeliensis Bauer et al., 2022[3]
- Bavayia menazi Bauer et al., 2022[3]
- Bavayia montana Roux, 1913
- Bavayia nehoueensis Bauer et al., 2022[3]
- Bavayia nubila Bauer et al., 2012
- Bavayia occidentalis Bauer et al., 2022[3]
- Bavayia ornata Roux, 1913
- Bavayia periclitata Bauer et al., 2022[3]
- Bavayia pulchella Bauer et al., 1998
- Bavayia renevierorum Bauer et al., 2022[3]
- Bavayia rhizophora Bauer et al., 2022[3]
- Bavayia robusta Wright et al., 2000
- Bavayia sauvagii (Boulenger, 1883)
- Bavayia septuiclavis Sadlier, 1989
- Bavayia stephenparki Bauer et al., 2022[3]
- Bavayia tanleensis Bauer et al., 2022[3]
- Bavayia tchingou Bauer et al., 2022[3]
- Bavayia ultramaficola Bauer et al., 2022[3]
- Bavayia whitakeri Bauer et al., 2022[3]

## Publication originale
- Roux, 1913 : Les reptiles de la Nouvelle-Calédonie et des îles Loyalty. Nova Caledonia, Recherches scientifiques en Nouvelle-Calédonie et aux Iles Loyalty. Zoologie. vol. 1, L. 2, Sarasin & Roux, C.W. Kreidel’s Verlag, Wiesbaden, vol. 1, p. 79-160 (texte intégral).